# Kōnstantinos Nempegleras
Kōnstantinos Nempegleras (in greco: Κωνσταντίνος Νεμπεγλέρας; Larissa, 14 aprile 1975) è un ex calciatore greco, di ruolo centrocampista.
È un centrocampista molto dinamico. Ha giocato in altri importanti club come Larissa, Paniliakos e Iraklis.